# Mullins Valley
Das Mullins Valley ist ein 6 km langes und 1646 m hoch gelegenes Antarktisches Trockental im Viktorialand. Als eines der wenigen Trockentäler beinhaltet es Blockgletscher mit bis zu 4 Mio. Jahre altem Oberflächeneis. Die Gletscherstruktur ähnelt derjenigen in der Region des Arsia Mons auf dem Planeten Mars.
Das Advisory Committee on Antarctic Names benannte das Tal 1992 nach dem Geophysiker Jerry L. Mullins von der National Science Foundation und dem United States Geological Survey, der das Forschungsprogramm auf der Amundsen-Scott-Südpolstation in den antarktischen Wintern zwischen 1989 und 1994 koordiniert hatte.